# Hör du rösten
Hör du rösten är psalm 426 i Den svenska psalmboken 1986. Texten är författad av Karl Sundén. Psalmen gestaltar hur Johannes träder fram ur öknen och manar till bättring. Det är den enda Johannespsalmen i den Svenska Psalmbokens historia. Den första psalmboken härrör från 1500-talet.
I psalmboken är den representerad med två olika tonsättningar:
426 a Musik: I Milveden och 426 b Musik: K-O Robertson